# Mwabusalu
Mwabusalu è una circoscrizione rurale (rural ward) della Tanzania situata nel distretto di Meatu, regione del Simiyu. Conta una popolazione di 11 894 abitanti (censimento 2012).